# Claret (Hérault)
Pour les articles homonymes, voir Claret.
Claret [kla.ʁɛ] est une commune française située dans le nord-est du département de l'Hérault en région Occitanie.
Exposée à un climat méditerranéen, elle est drainée par le Brestalou, la Pascaye, le ruisseau de Thomas et par divers autres petits cours d'eau. La commune possède un patrimoine naturel remarquable composé de trois zones naturelles d'intérêt écologique, faunistique et floristique.
Claret est une commune rurale qui compte 1 697 habitants en 2022, après avoir connu une forte hausse de la population depuis 1962.  Elle fait partie de l'aire d'attraction de Montpellier. Ses habitants sont appelés les Claretains ou  Claretaines.

## Géographie

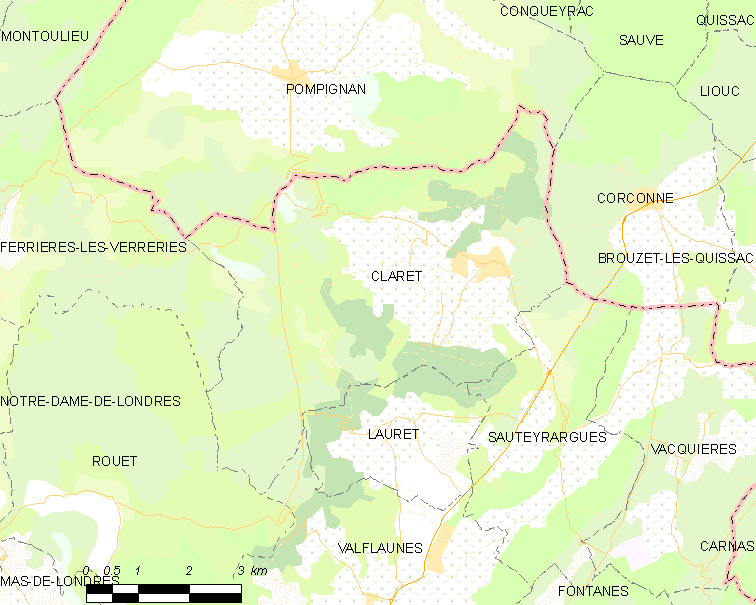
Carte de localisation.

À vol d'oiseau, le village de Claret se situe à environ 28 km au nord du centre de Montpellier et à 9 km au sud-ouest de Quissac.

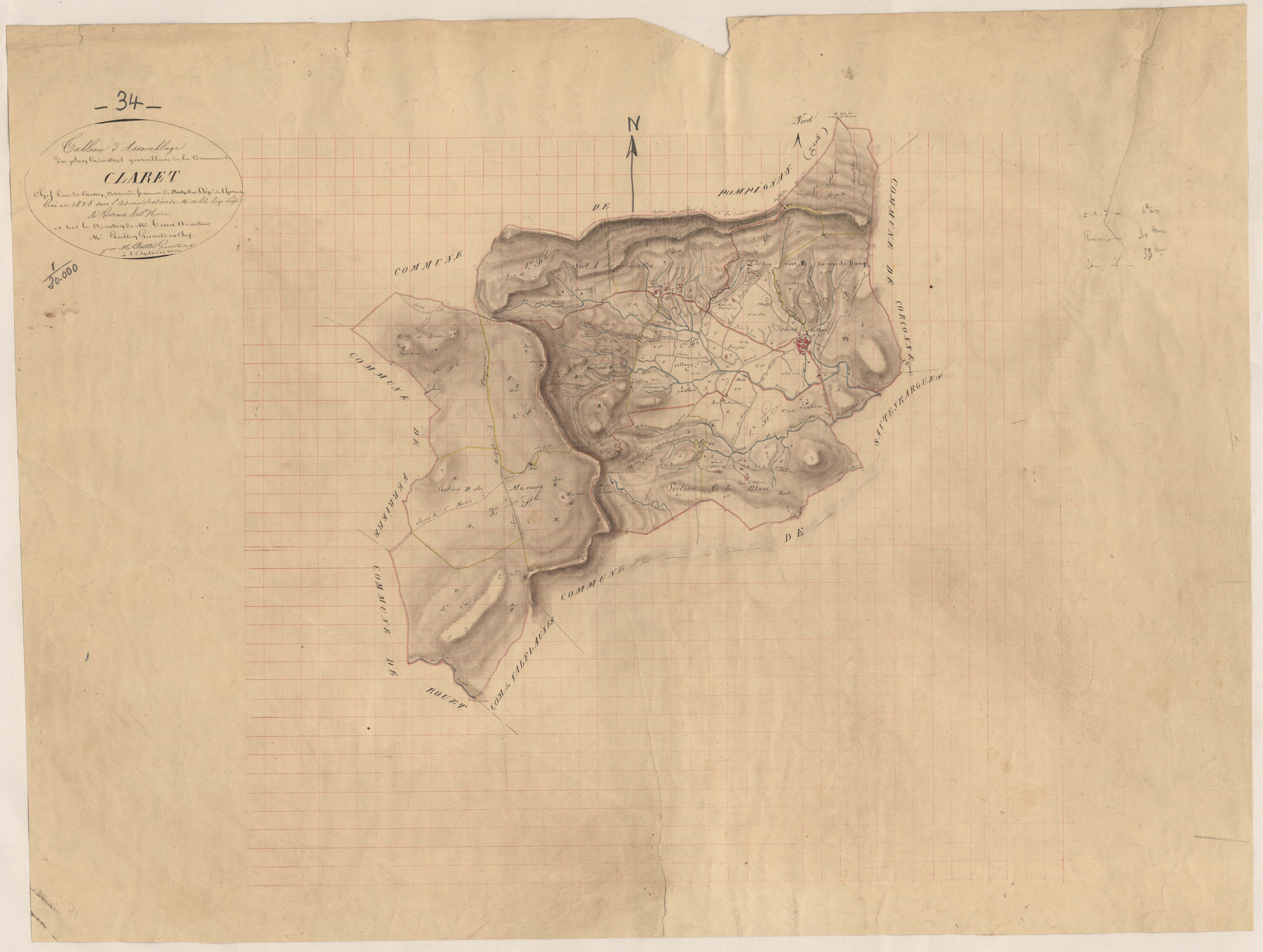
Cadastre napoléonien : tableau d'assemblage (1835).

Le territoire communal s'étend sur les pentes de la crête de Taillade (420 mètres) au nord et de la montagne du Causse à l'ouest.

### Hydrographie
Les ruisseaux intermittents qui s'y écoulent, tels le Gorniès, se dirigent vers le Gard et le Gourniès, un affluent du Brestalou[pas clair]. L'ensemble des crêtes qui dominent la plaine de Claret forme un croissant ouvert vers l'est.

### Accès
Claret est proche de la route départementale 17 (D45 dans le Gard) qui relie Montpellier à Quissac, en passant par Saint-Mathieu-de-Tréviers. Au sommet de la crête de Taillade, la route départementale desservant le village rejoint la départementale gardoise no 25 qui dessert Saint-Hippolyte-du-Fort.

### Hameaux
La commune compte deux agglomérations d'habitations : le village de Claret et le hameau les Embruscalles ainsi que quelques autres hameaux moins importants comme Sauviac, le Bouyssier, Mas Blanc, Dolgue. Quelques grands mas, hameaux et propriétés sont disséminés dans la plaine tout autour : Foulaquier, Mas del Rang, Lavabre, Gratet, le Jardin de Rivière, le Moulin Farjou, Picherou, Mas Gaillard, le Mas neuf.

### Climat
Pour des articles plus généraux, voir Climat de l'Occitanie et Climat de l'Hérault.
En 2010, le climat de la commune est de type climat méditerranéen franc, selon une étude s'appuyant sur une série de données couvrant la période 1971-2000. En 2020, Météo-France publie une typologie des climats de la France métropolitaine dans laquelle la commune est exposée à un climat méditerranéen et est dans la région climatique  Provence, Languedoc-Roussillon, caractérisée par une pluviométrie faible en été, un très bon ensoleillement (2 600 h/an), un été chaud (21,5 °C), un air très sec en été, sec en toutes saisons, des vents forts (fréquence de 40 à 50 % de vents > 5 m/s) et peu de brouillards.
Pour la période 1971-2000, la température annuelle moyenne est de 13,8 °C, avec une amplitude thermique annuelle de 16,7 °C. Le cumul annuel moyen de précipitations est de 1 044 mm, avec 7,1 jours de précipitations en janvier et 3,4 jours en juillet. Pour la période 1991-2020, la température moyenne annuelle observée sur la station météorologique la plus proche, située sur la commune de Vic-le-Fesq à 14,27 km à vol d'oiseau, est de 14,2 °C et le cumul annuel moyen de précipitations est de 844,7 mm,. Pour l'avenir, les paramètres climatiques de la commune estimés pour 2050 selon différents scénarios d'émission de gaz à effet de serre sont consultables sur un site dédié publié par Météo-France en novembre 2022.

### Milieux naturels et biodiversité
L’inventaire des zones naturelles d'intérêt écologique, faunistique et floristique (ZNIEFF) a pour objectif de réaliser une couverture des zones les plus intéressantes sur le plan écologique, essentiellement dans la perspective d’améliorer la connaissance du patrimoine naturel national et de fournir aux différents décideurs un outil d’aide à la prise en compte de l’environnement dans l’aménagement du territoire.
Une ZNIEFF de type 1 est recensée sur la commune :
la « Bordure orientale du causse de l'Hortus » (1 478 ha), couvrant 5 communes dont une dans le Gard et quatre dans l'Hérault et deux ZNIEFF de type 2, : 
- les « Pic-Saint-Loup et Hortus » (11 816 ha), couvrant 14 communes dont une dans le Gard et 13 dans l'Hérault[9] ;
- les « plaines de Pompignan et du Vidourle » (12 043 ha), couvrant 12 communes dont neuf dans le Gard et trois dans l'Hérault[10].

Carte des ZNIEFF de type 1 et 2 à Claret.
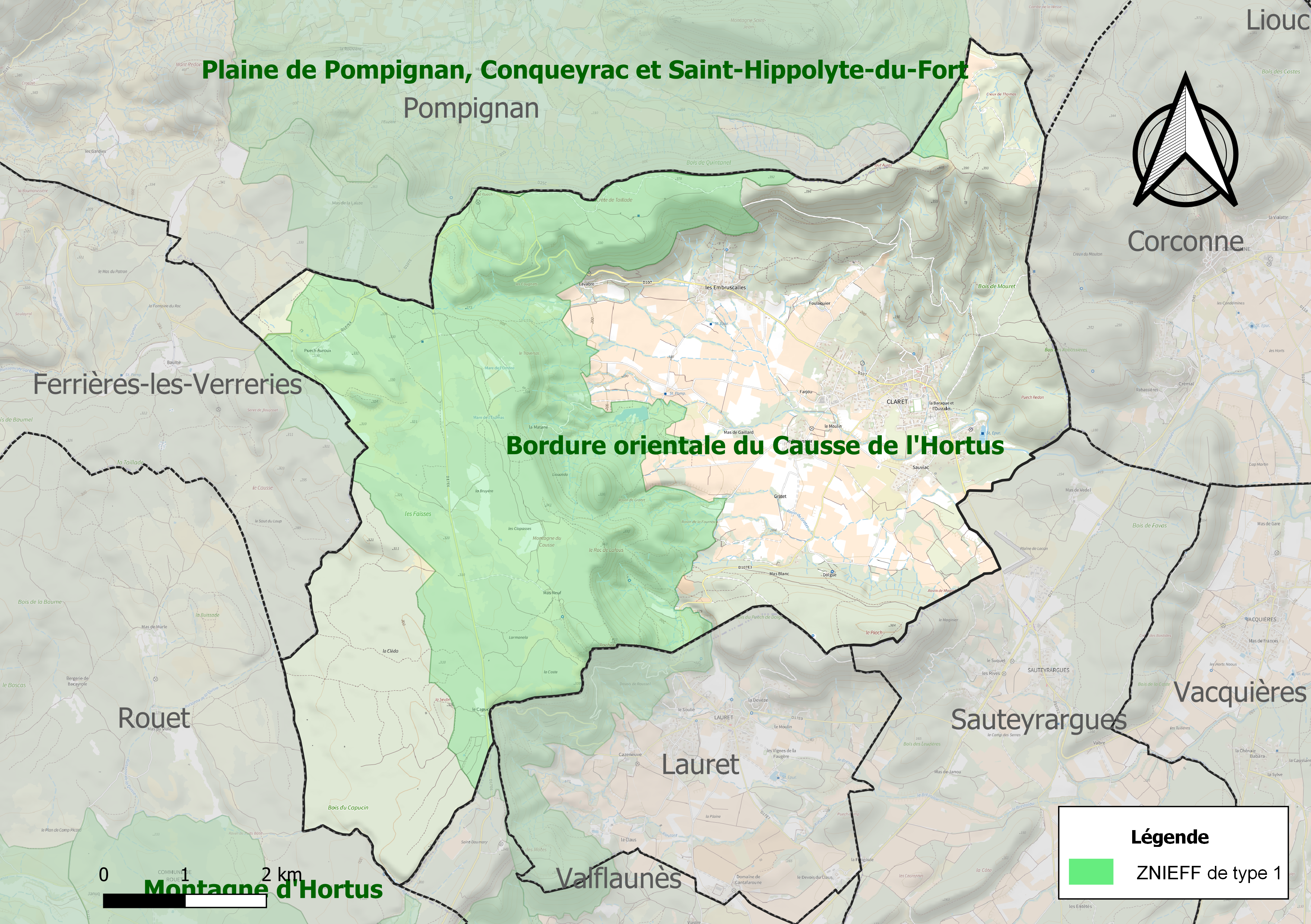
Carte de la ZNIEFF de type 1 sur la commune.
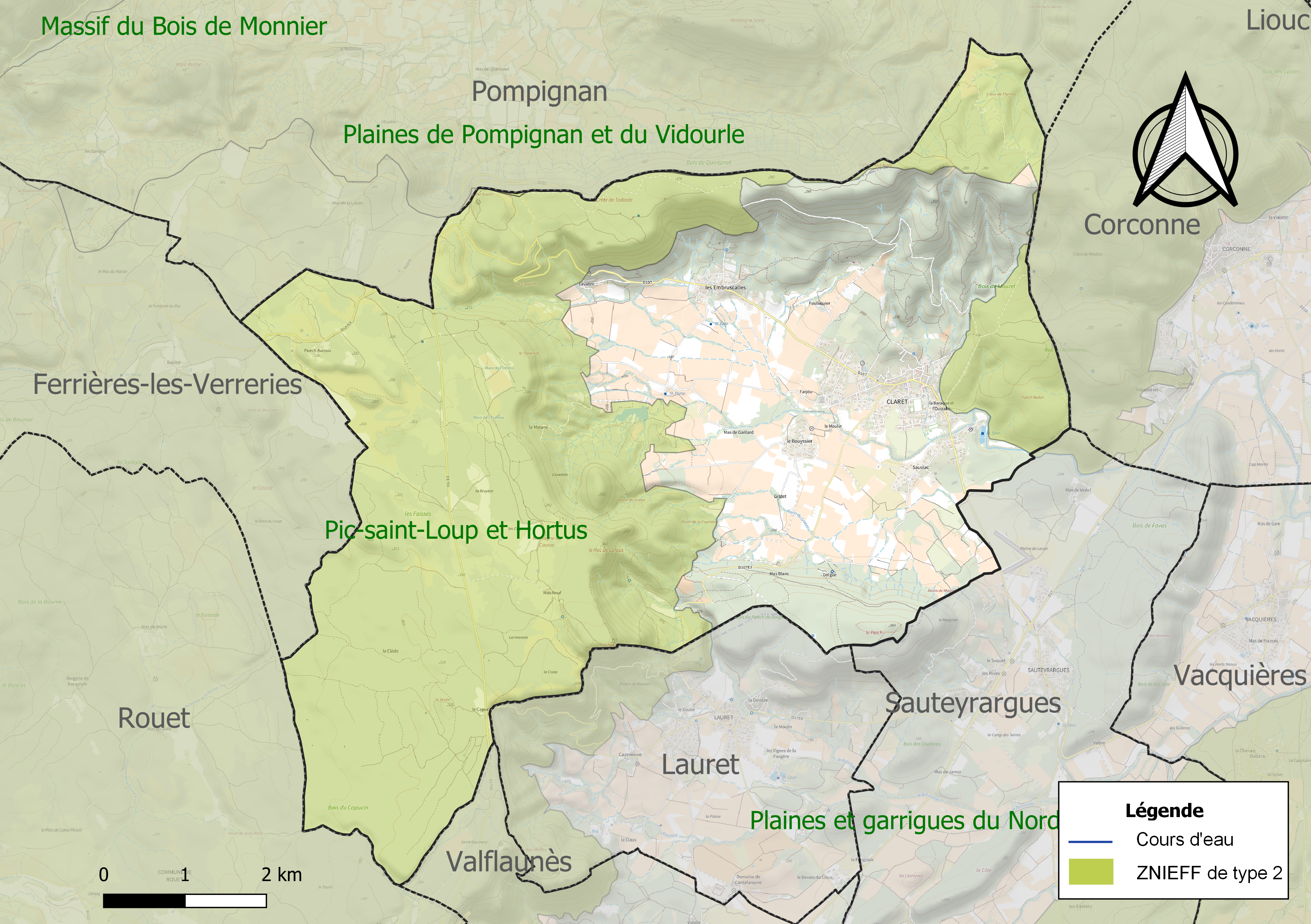
Carte des ZNIEFF de type 2 sur la commune.

## Urbanisme

### Typologie
Au 1er janvier 2024, Claret est catégorisée bourg rural, selon la nouvelle grille communale de densité à sept niveaux définie par l'Insee en 2022.
Elle est située hors unité urbaine. Par ailleurs la commune fait partie de l'aire d'attraction de Montpellier, dont elle est une commune de la couronne,. Cette aire, qui regroupe 161 communes, est catégorisée dans les aires de 700 000 habitants ou plus (hors Paris),.

### Occupation des sols
L'occupation des sols de la commune, telle qu'elle ressort de la base de données européenne d’occupation biophysique des sols Corine Land Cover (CLC), est marquée par l'importance des forêts et milieux semi-naturels (75,4 % en 2018), en diminution par rapport à 1990 (76,3 %). La répartition détaillée en 2018 est la suivante : 
milieux à végétation arbustive et/ou herbacée (52,6 %), forêts (21 %), cultures permanentes (20,7 %), zones urbanisées (3 %), espaces ouverts, sans ou avec peu de végétation (1,7 %), zones agricoles hétérogènes (1 %). L'évolution de l’occupation des sols de la commune et de ses infrastructures peut être observée sur les différentes représentations cartographiques du territoire : la carte de Cassini (XVIIIe siècle), la carte d'état-major (1820-1866) et les cartes ou photos aériennes de l'IGN pour la période actuelle (1950 à aujourd'hui).

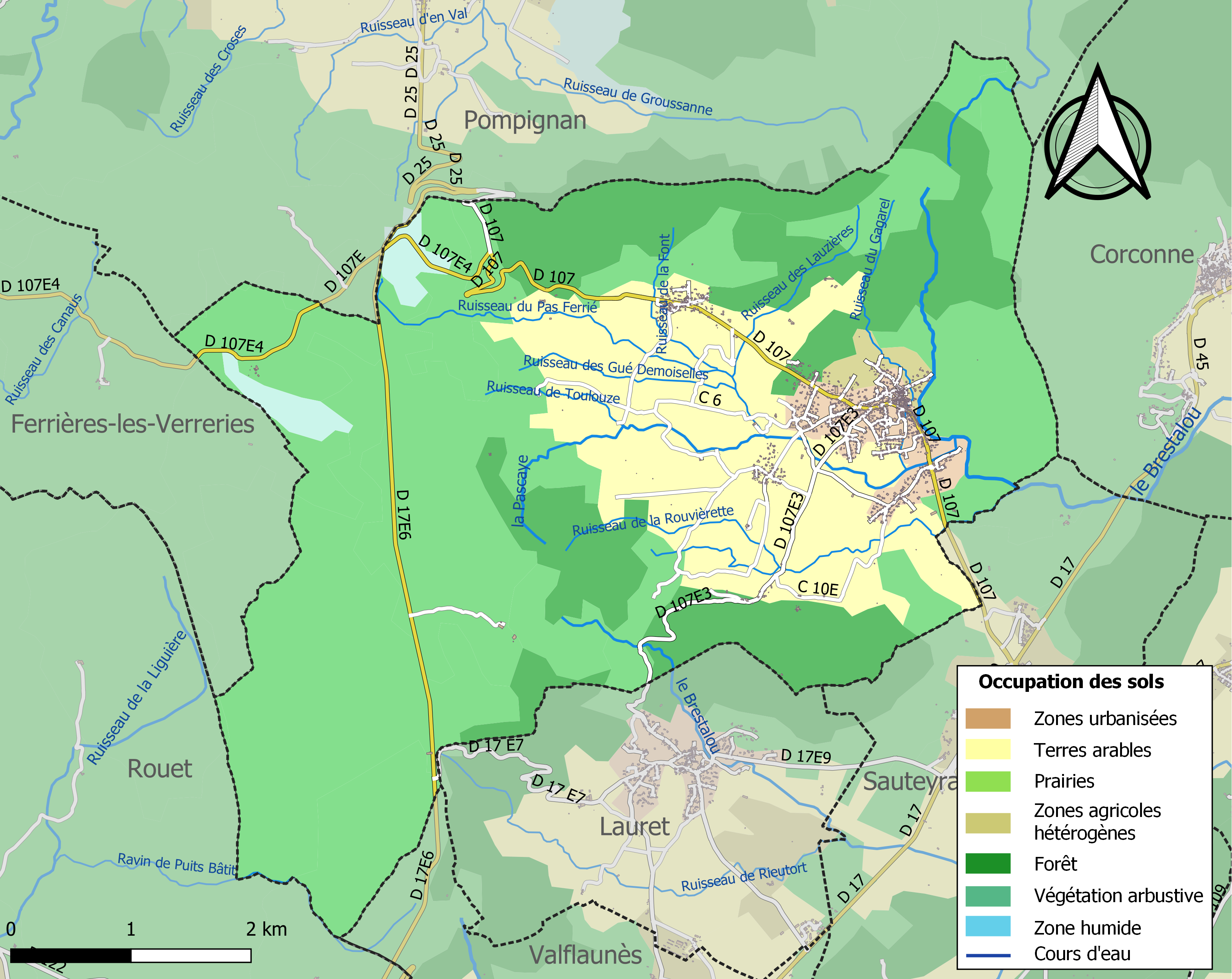
Carte des infrastructures et de l'occupation des sols de la commune en 2018 (CLC).

### Risques majeurs
Le territoire de la commune de Claret est vulnérable à différents aléas naturels : météorologiques (tempête, orage, neige, grand froid, canicule ou sécheresse), inondations, feux de forêts et séisme (sismicité faible). Un site publié par le BRGM permet d'évaluer simplement et rapidement les risques d'un bien localisé soit par son adresse soit par le numéro de sa parcelle.
Certaines parties du territoire communal sont susceptibles d’être affectées par le risque d’inondation par débordement de cours d'eau, notamment le Brestalou. La commune a été reconnue en état de catastrophe naturelle au titre des dommages causés par les inondations et coulées de boue survenues en 1982, 1992, 1994, 1995, 2000, 2001, 2002 et 2021,.
Claret est exposée au risque de feu de forêt. Un plan départemental de protection des forêts contre les incendies (PDPFCI) a été approuvé en juin 2013 et court jusqu'en 2022, où il doit être renouvelé. Les mesures individuelles de prévention contre les incendies sont précisées par deux arrêtés préfectoraux et s’appliquent dans les zones exposées aux incendies de forêt et à moins de 200 mètres de celles-ci. L’arrêté du 25 avril 2002 réglemente l'emploi du feu en interdisant notamment d’apporter du feu, de fumer et de jeter des mégots de cigarette dans les espaces sensibles et sur les voies qui les traversent sous peine de sanctions. L'arrêté du 11 mars 2013 rend le débroussaillement obligatoire, incombant au propriétaire ou ayant droit,.

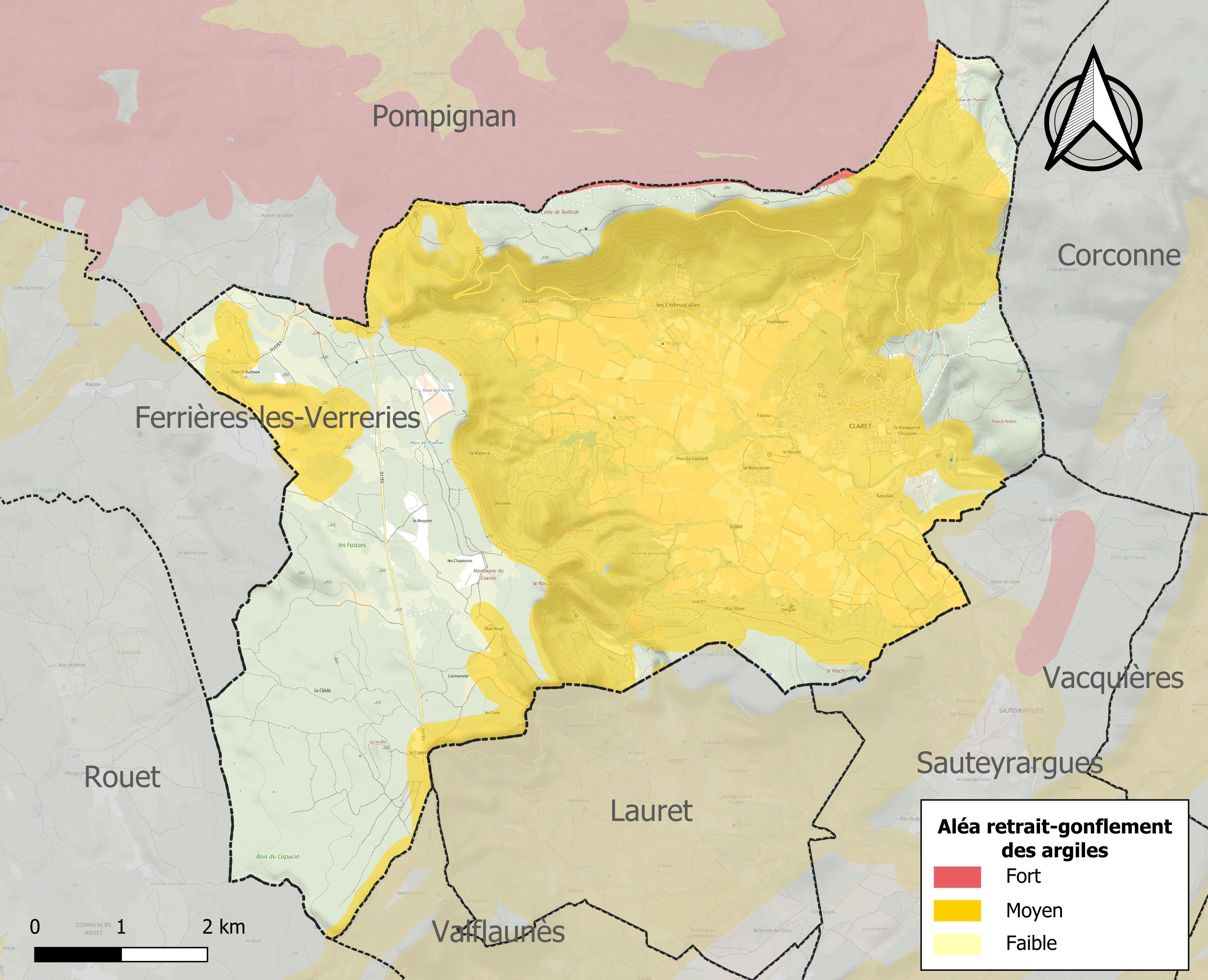
Carte des zones d'aléa retrait-gonflement des sols argileux de Claret.

Le retrait-gonflement des sols argileux est susceptible d'engendrer des dommages importants aux bâtiments en cas d’alternance de périodes de sécheresse et de pluie. 63,1 % de la superficie communale est en aléa moyen ou fort (59,3 % au niveau départemental et 48,5 % au niveau national). Sur les 701 bâtiments dénombrés sur la commune en 2019, 692 sont en aléa moyen ou fort, soit 99 %, à comparer aux 85 % au niveau départemental et 54 % au niveau national. Une cartographie de l'exposition du territoire national au retrait gonflement des sols argileux est disponible sur le site du BRGM,.
Par ailleurs, afin de mieux appréhender le risque d’affaissement de terrain, l'inventaire national des cavités souterraines permet de localiser celles situées sur la commune.

## Héraldique
| Armes de Claret | Les armes de Claret se blasonnent ainsi : D'azur à une montagne d'argent herbée de sinople surmontée d'un croissant accompagné de deux étoiles, le tout aussi d'argent. |

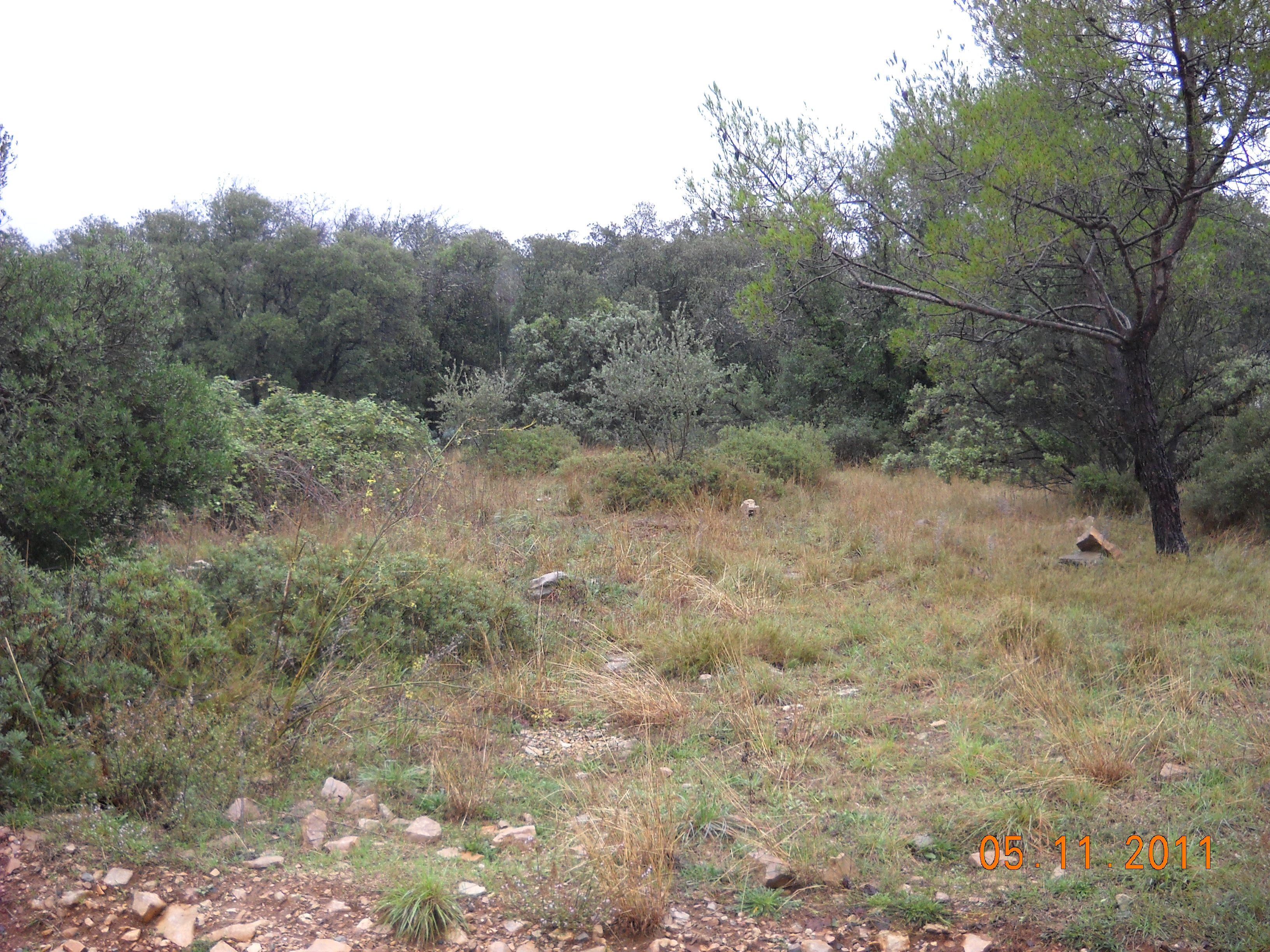
Le bois de Foulaquier au nord-est du nouveau lotissement. Emplacement possible des tombes protohistoriques disparues

## Histoire

### Préhistoire

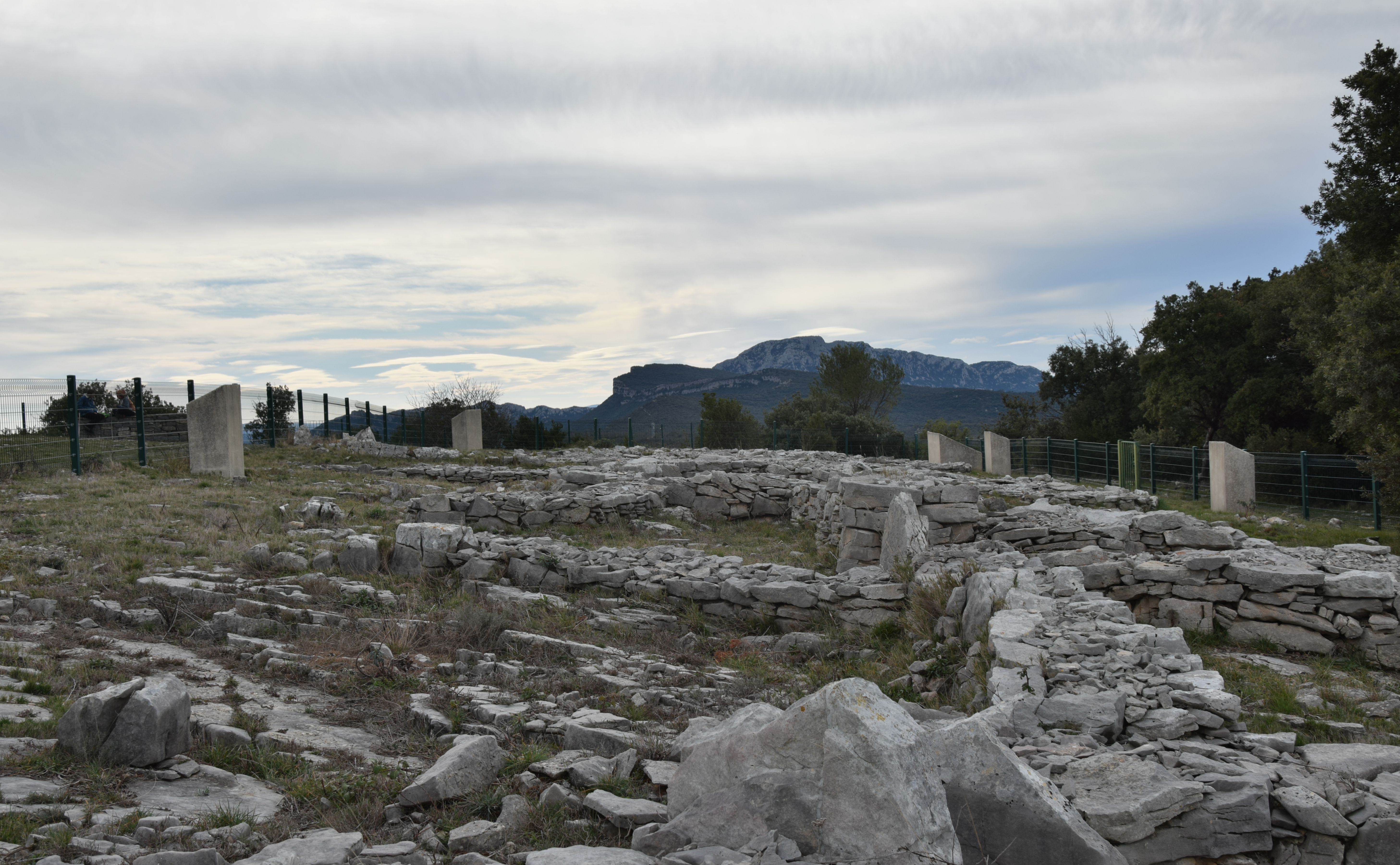
Oppidum du Rocher du Causse

La région située au nord du Pic-Saint-Loup est riche en sites préhistoriques. Au-dessus du village de Valflaunès, l’occupation humaine y a été précoce. Des chasseurs néandertaliens s'y étaient installés il y a 30 000 ans de cela, dans des grottes de la montagne de l'Hortus. Entre cette montagne et la crête de la Taillade, on compte des dolmens et des traces d'occupations sur le Causse qui domine la plaine de Claret. Les sites d'occupation humaine y sont nombreux.
Avant d’atteindre le village de Lauret près de Claret, se situe l’oppidum du Rocher du Causse (408 m. alt.). Le site est daté du Chalcolithique (2800 à 2 200 ans av. J.-C.). Les fouilles archéologiques ont permis de mettre au jour plusieurs structures d’habitats construites en pierres sèches qui ont été rattachées à la culture de Fontbouisse.

### Protohistoire
Selon le docteur Jean Arnal, au lieu-dit Foulaquier ont été reconnues des sépultures de l'âge du fer (Hallstattien ou premier âge du fer succédant à l'âge du bronze). Ces vestiges ont été plus ou moins détruits par l'ouverture de chemins ou par pillage, avant de pouvoir être étudiés. Il y avait là quatre tumulus où reposaient des restes humains (quelques dents et des débris d'ossements essentiellement) ainsi que quelques objets et des débris de poteries néolithiques. Le rasoir en bronze retrouvé dans la ciste du tumulus 3 permet de dater le site de l'Hallstattien II. Jean Arnal affirme que tous les tumulus du site sont contemporains. Selon les préhistoriens du Chacolithique, il est fréquent que des huttes aient été installées à proximité de tombes.

### XIIe–XIIIesiècles
Selon Pierre Minet (2004) « À l'aplomb du chemin qui va de Lauret à Claret, deux éperons rocheux retiennent notre attention. » :
- l'éperon du Mas Neuf où a été construit un observatoire avec une rose des vents, à proximité d'un habitat préhistorique (l'oppidum du Rocher du Causse),
- l'éperon situé plus au nord, difficile d'accès et assez oublié, portant les vestiges d'une citadelle du Moyen Âge rasée et dont on distingue les traces de murailles.

Ce sont vraisemblablement là les vestiges d'observatoires à l'aplomb d'un itinéraire important sur un axe Cévennes-Mer.

### Claret-le-Vieux
Le site de « Claret-le-Vieux » (XIIIe siècle) se situerait là, à côté du Mas Neuf, selon Pierre Minet. Nous le citons « Lors de l'échange au XIIIe siècle entre le roi de France et les évêques de Maguelonne il est fait état à Claret de deux fiefs [Pierre Minet cite] : « Celui qui appartient à Pierre de Ganges et le fief qui appartient à Guillaume de Claret. » ». Vraisemblablement, ces deux sites voisins constituent des fiefs dont l'un serait le village lui-même et l'autre le point fortifié. On comprend l'importance de la mise en sécurité quand on connait l'existence de vestiges de « castellas » voisins à Saint-Mathieu-de-Tréviers (complexe Hortus-Montferrand).

### Artisanat du verre
Dès le XIVe siècle, l'artisanat du verre soufflé s'est développé dans la région (voir Ferrières-les-Verreries), les bois environnant alimentant les fours, selon des règles très strictes. Les bois de «...Claret.. (Coutach) » sont nommément cités comme exploités par les gentilshommes-verriers vers 1785. Les officiers forestiers veillaient alors, le bois étant une ressource convoitée ayant tendance à se raréfier.
Quant aux sables siliceux eux aussi abondants (sables et galets de l'Hérault), ils fournissaient la matière première du verre. La soude était produite au bord de la mer (région d'Aigues-Mortes) par combustion des salicornes. Le privilège de cette fabrication était accordé par le roi aux gentilshommes verriers. Cet artisanat s'est maintenu trois siècles. En 1725, les États de Languedoc proposent d'éloigner les activités des verriers vers les montagnes de l'Aigoual. Le déclin des verreries est amorcé.
Le Chemin des Verriers est un véritable voyage à travers les siècles et l'histoire du verre. Il sillonne six communes sur lesquelles étaient implantées des verreries et des exploitations forestières. Il allait du Causse de l'Orthus (Ferrière-les-Verreries) jusqu'à proximité de l'embouchure du Vidourle (Sommières) où étaient embarquées les produits.
On peut découvrir à Ferrières-les-Verreries l'ancienne verrerie de Coulobrines.

### Avant leXIXesiècle
À l'initiative d'un groupe d'habitants de Claret, deux ouvrages sur l'histoire de la commune ont été publiés fin 2006 et 2007. Ils font référence au « Griffe » (le robinet de la fontaine de la place de l'Hermet qui coulait en face de l'ancienne gendarmerie devenue aujourd'hui la nouvelle mairie. C'est la borne fontaine qui déverse l'eau de la source de la Vabre. Toute l'histoire de Claret est là, pieusement recueillie pour les générations à venir. Tout ce qui suit est extrait de ces deux ouvrages.
Le village est d'origine médiévale. On y retrouve un grand nombre de bâtisses datant des 17e et 18e siècles dans le cœur du village, cette partie historique appelée le vieux Claret. Les constructions, qui bordent des rues étroites et sinueuses, sont alors regroupées autour de l'église et de son ancien cimetière. La rue dite de la Chicane est l'une des artères principales où se situent mairie, justice de paix, perception, commerces (boucherie, épicerie…).

### Début duXIXesiècle
Claret est chef-lieu de canton et dessert les communes environnantes (Lauret, Valflaunès, Vacqières, Sauteyrargues, Garrigues, Campagne et Ferrières-les-Verreries). Le village sera doté d'une perception, un bureau de poste, une justice de paix et une gendarmerie. Ces administrations attirent de nombreux visiteurs qui animent la vie locale.

### Au XX

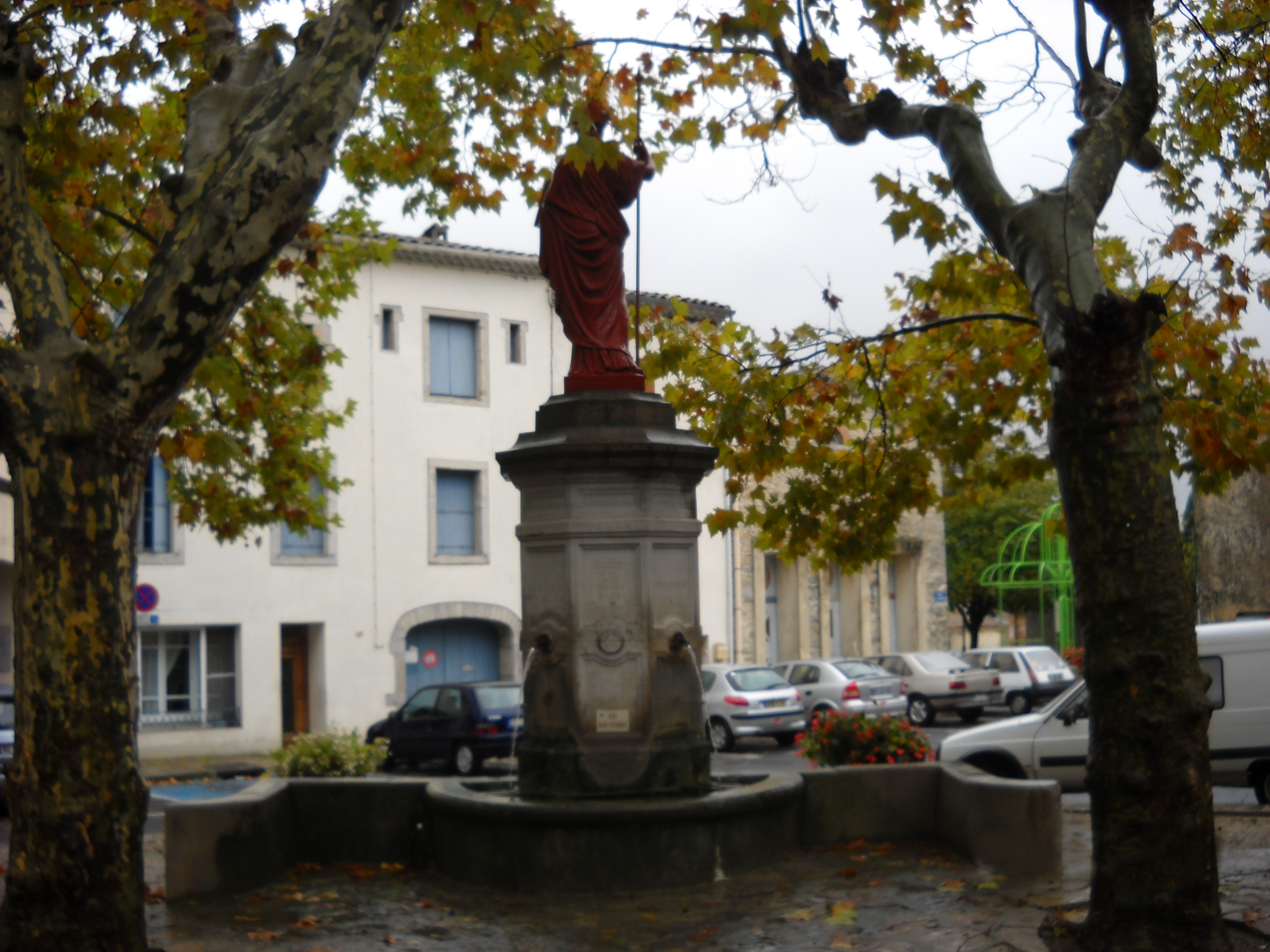
La fontaine (griffe) face à la nouvelle mairie

## Politique et administration

### Liste des maires
| Période   | Période   | Identité          | Étiquette | Qualité                                               |
| --------- | --------- | ----------------- | --------- | ----------------------------------------------------- |
| 1884      | 1890      | Isidore Bares     |           |                                                       |
| 1890      | 1892      | Placide Jean      |           |                                                       |
| 1892      | 1909      | Joseph Olivier    |           |                                                       |
| 1909      | 1919      | Etienne Doumergue |           |                                                       |
| 1919      | 1925      | Joseph Vedel      |           |                                                       |
| 1925      | 1932      | Amédée Jean       |           |                                                       |
| 1932      | 1945      | Maurice Justin    |           | Préfet, résistant                                     |
| 1945      | 1959      | Marius Souche     |           |                                                       |
| 1959      | 1971      | Jean Baumel       |           | Docteur en droit, résistant                           |
| 1971      | 1976      | Louis Jean        |           |                                                       |
| 1976      | mars 1977 | Gédéon Roussel    |           |                                                       |
| mars 1977 | mars 2008 | Christian Jean    | PS        | Conseiller général, vice-président du conseil général |
| mars 2008 | 2020      | André Cot         | PS        | Fonctionnaire                                         |
| 2020      | En cours  | Philippe Tourrier |           | Technicien territorial à l’EID Méditerranée           |

### Tendances politiques et résultats
| Scrutin             | Scrutin             | 1er tour | 1er tour    | 1er tour | 1er tour | 1er tour   | 1er tour | 1er tour | 1er tour  | 1er tour | 1er tour | 1er tour   | 1er tour | 2d tour | 2d tour | 2d tour | 2d tour | 2d tour | 2d tour |
| Scrutin             | Scrutin             | 1er      | 1er         | %        | 2e       | 2e         | %        | 3e       | 3e        | %        | 4e       | 4e         | %        | 1er     | 1er     | %       | 2e      | 2e      | %       |
| ------------------- | ------------------- | -------- | ----------- | -------- | -------- | ---------- | -------- | -------- | --------- | -------- | -------- | ---------- | -------- | ------- | ------- | ------- | ------- | ------- | ------- |
| Présidentielle 2017 | Présidentielle 2017 |          | LFI         | 25,24    |          | EM         | 22,73    |          | FN        | 19,25    |          | LR         | 14,22    |         | EM      | 67,44   |         | FN      | 32,56   |
| Présidentielle 2022 | Présidentielle 2022 |          | LFI         | 29,66    |          | LREM       | 24,68    |          | RN        | 20,07    |          | REC        | 4,79     |         | LREM    | 59,43   |         | RN      | 40,57   |
| Législatives 2022   | 4e                  |          | LFI (NUPES) | 33,24    |          | LREM (ENS) | 20,23    |          | RN        | 17,92    |          | PS (diss.) | 14,02    |         | LFI     | 63,11   |         | RN      | 36,89   |
| Législatives 2024   | 4e                  |          | LFI (NFP)   | 39,44    |          | RN         | 34,96    |          | HOR (ENS) | 22,01    |          | REC        | 1,99     |         | LFI     | 57,83   |         | RN      | 42,17   |

## Démographie
L'évolution du nombre d'habitants est connue à travers les recensements de la population effectués dans la commune depuis 1793. Pour les communes de moins de 10 000 habitants, une enquête de recensement portant sur toute la population est réalisée tous les cinq ans, les populations de référence des années intermédiaires étant quant à elles estimées par interpolation ou extrapolation. Pour la commune, le premier recensement exhaustif entrant dans le cadre du nouveau dispositif a été réalisé en 2004.

En 2022, la commune comptait 1 697 habitants, en évolution de +12,46 % par rapport à 2016 (Hérault : +7,49 %, France hors Mayotte : +2,11 %).
| 1793 | 1800 | 1806 | 1821 | 1831 | 1836 | 1841 | 1846 | 1851 |
| ---- | ---- | ---- | ---- | ---- | ---- | ---- | ---- | ---- |
| 858  | 794  | 832  | 765  | 771  | 780  | 759  | 791  | 773  |

| 1856 | 1861 | 1866 | 1872 | 1876 | 1881 | 1886 | 1891 | 1896 |
| ---- | ---- | ---- | ---- | ---- | ---- | ---- | ---- | ---- |
| 756  | 745  | 709  | 669  | 677  | 634  | 632  | 644  | 628  |

| 1901 | 1906 | 1911 | 1921 | 1926 | 1931 | 1936 | 1946 | 1954 |
| ---- | ---- | ---- | ---- | ---- | ---- | ---- | ---- | ---- |
| 670  | 680  | 670  | 636  | 596  | 618  | 568  | 508  | 517  |

| 1962 | 1968 | 1975 | 1982 | 1990 | 1999  | 2004  | 2006  | 2009  |
| ---- | ---- | ---- | ---- | ---- | ----- | ----- | ----- | ----- |
| 468  | 468  | 476  | 526  | 825  | 1 069 | 1 277 | 1 320 | 1 388 |

| 2014  | 2019  | 2022  | - | - | - | - | - | - |
| ----- | ----- | ----- | - | - | - | - | - | - |
| 1 423 | 1 671 | 1 697 | - | - | - | - | - | - |

## Économie

### Revenus
En 2018, la commune compte 661 ménages fiscaux, regroupant 1 660 personnes. La médiane du revenu disponible par unité de consommation est de 22 660 € (20 330 € dans le département).

### Emploi
|                | 2008   | 2013   | 2018  |
| -------------- | ------ | ------ | ----- |
| Commune        | 7,8 %  | 7,8 %  | 7,4 % |
| Département    | 10,1 % | 11,9 % | 12 %  |
| France entière | 8,3 %  | 10 %   | 10 %  |

En 2018, la population âgée de 15 à 64 ans s'élève à 957 personnes, parmi lesquelles on compte 78,3 % d'actifs (70,9 % ayant un emploi et 7,4 % de chômeurs) et 21,7 % d'inactifs,. Depuis 2008, le taux de chômage communal (au sens du recensement) des 15-64 ans est inférieur à celui de la France et du département.
La commune fait partie de la couronne de l'aire d'attraction de Montpellier, du fait qu'au moins 15 % des actifs travaillent dans le pôle,. Elle compte 325 emplois en 2018, contre 371 en 2013 et 380 en 2008. Le nombre d'actifs ayant un emploi résidant dans la commune est de 689, soit un indicateur de concentration d'emploi de 47,1 % et un taux d'activité parmi les 15 ans ou plus de 60 %.
Sur ces 689 actifs de 15 ans ou plus ayant un emploi, 167 travaillent dans la commune, soit 24 % des habitants. Pour se rendre au travail, 87,4 % des habitants utilisent un véhicule personnel ou de fonction à quatre roues, 1,5 % les transports en commun, 6,3 % s'y rendent en deux-roues, à vélo ou à pied et 4,8 % n'ont pas besoin de transport (travail au domicile).

### Activités hors agriculture

#### Secteurs d'activités
166 établissements sont implantés  à Claret au 31 décembre 2019. Le tableau ci-dessous en détaille le nombre par secteur d'activité et compare les ratios avec ceux du département,.
| Secteur d'activité                                                                                        | Commune | Commune | Département |
| Secteur d'activité                                                                                        | Nombre  | %       | %           |
| --- | ------- | ------- | ----------- |
| Ensemble                                                                                                  | 166     | 100 %   | (100 %)     |
| Industrie manufacturière, industries extractives et autres                                                | 12      | 7,2 %   | (6,7 %)     |
| Construction                                                                                              | 32      | 19,3 %  | (14,1 %)    |
| Commerce de gros et de détail, transports, hébergement et restauration                                    | 35      | 21,1 %  | (28 %)      |
| Information et communication                                                                              | 2       | 1,2 %   | (3,3 %)     |
| Activités financières et d'assurance                                                                      | 4       | 2,4 %   | (3,2 %)     |
| Activités immobilières                                                                                    | 6       | 3,6 %   | (5,3 %)     |
| Activités spécialisées, scientifiques et techniques et activités de services administratifs et de soutien | 26      | 15,7 %  | (17,1 %)    |
| Administration publique, enseignement, santé humaine et action sociale                                    | 32      | 19,3 %  | (14,2 %)    |
| Autres activités de services                                                                              | 17      | 10,2 %  | (8,1 %)     |

Le secteur du commerce de gros et de détail, des transports, de l'hébergement et de la restauration est prépondérant sur la commune puisqu'il représente 21,1 % du nombre total d'établissements de la commune (35 sur les 166 entreprises implantées  à Claret), contre 28 % au niveau départemental.

#### Entreprises et commerces
Les cinq entreprises ayant leur siège social sur le territoire communal qui génèrent le plus de chiffre d'affaires en 2020 sont : 
- Société Omicron Un, fabrication de cartes électroniques assemblées (4 969 k€)
- MJ Clim 34, travaux d'installation d'équipements thermiques et de climatisation (745 k€)
- Hardtech, conception d'ensemble et assemblage sur site industriel d'équipements de contrôle des processus industriels (638 k€)
- Chez Julie, autres commerces de détail en magasin non spécialisé (420 k€)
- CMJ Ventilation, fabrication d'équipements aérauliques et frigorifiques industriels (264 k€)

### Agriculture
Claret est une commune rurale. Une part importante des habitants tire sa subsistance de l'agriculture.
La commune est dans le « Soubergues », une petite région agricole occupant le nord-est du département de l'Hérault. En 2020, l'orientation technico-économique de l'agriculture  sur la commune est la viticulture. 
|               | 1988 | 2000 | 2010 | 2020 |
| ------------- | ---- | ---- | ---- | ---- |
| Exploitations | 52   | 43   | 32   | 28   |
| SAU (ha)      | 465  | 591  | 340  | 578  |

Le nombre d'exploitations agricoles en activité et ayant leur siège dans la commune est passé de 52 lors du recensement agricole de 1988  à 43 en 2000 puis à 32 en 2010 et enfin à 28 en 2020, soit une baisse de 46 % en 32 ans. Le même mouvement est observé à l'échelle du département qui a perdu pendant cette période 67 % de ses exploitations,. La surface agricole utilisée sur la commune a quant à elle augmenté, passant de 465 ha en 1988 à 578 ha en 2020. Parallèlement la surface agricole utilisée moyenne par exploitation a augmenté, passant de 9 à 21 ha.

#### Viticulture
La viticulture occupe la plaine. Le terroir est celui du Pic-Saint-Loup. Claret a sa cave coopérative. Dans le cadre du regroupement des caves, les moûts de plusieurs caves coopératives sont vinifiés à Claret. Les producteurs de la plaine ont maintenu une production propre de grande qualité dont au moins un producteur bio.
Ces trente dernières années, des vignerons ont créé ou repris des domaines viticoles sur la commune de Claret : Domaine de Villeneuve, Domaine de Lavabre, Domaine de Foulaquier, Domaine du Grès… Les vins rouges, rosés et blancs sont d'une grande richesse aromatique, à découvrir lors d'une visite touristique. Le domaine de Villeneuve vous propose deux marchés à la ferme les 3es dimanches d'avril et de novembre ainsi que des journées découverte les 4es dimanches de mai à août en partenariat avec la Miellerie Aux Délices de Maya. Ainsi qu'à partir de 2015 le premier salon viticole 100% feminin du sud de la France (25 avril 2015) "Les Heritieres de Bacchus" qui veut faire de Claret le point de rencontre des femmes vigneronnes toutes appellations confondues dans le sud de la France

#### Oléiculture
Selon des témoignages d'anciens du village, il y avait à Claret, avant le gel de 1956, trois moulins à huile, aujourd'hui disparus. Les plantations d'oliviers étaient importantes, notamment entre le Mas del Rang et les Embruscalles, au pied du Causse, sur des sols médiocres impropres à la culture de la vigne. Lors d'une reconnaissance de terrain, des oliviers abandonnés ont été découverts sous les chênes-verts du bois de Foulaquier. Une plantation d'arbres d'origine espagnole a été réalisée à la sortie ouest de Claret.
Quelques plantations ont été remises en production, essentiellement pour la consommation familiale. Des oliviers sont plantés en décoration dans les jardins des villas récemment construites ou de maisons rénovées. Une des oliveraies a été sélectionnée dans le cadre de l'opération Psyttalia de l'INRA.

#### Élevage
La région comporte de nombreuses drailles et pratiquait la transhumance des moutons. Il subsistait encore une étable ou deux avec un pacage enclos.

### Artisanat

#### Verreries actuelles
Les souffleurs de verre se sont réinstallés dans la région[Quand ?] : le musée des Verriers, par exemple, (la Verrerie d'Art, ouverte de mai à octobre) permet d'admirer toutes les étapes de la fabrication de ces objets. L'activité s'organise avec un regroupement d'artisans autour d'un four moderne (des démonstrations sont assurées pendant la saison).
Les ateliers verriers sont installés au cœur des villages, à Claret et à Vacquières notamment.
La halle du Verre de Claret a ouvert ses portes le 22 avril 2009.

### Commerces, entreprises et services
Omicron, dans la zone artisanale de Farjou, produit des cartes électroniques. une cinquantaine de personnes y travaillent pour produire des prototypes de circuits imprimés pour les outils médicaux, les engins militaires, nucléaires, aéronautiques.
L'entreprise de conception de logiciels Netia a eu son siège sur la commune mais s'est transportée en 2017 à Montpellier. Elle a laissé sa place à une maison familiale et rurale

#### Distillerie du Cade
Un autre artisanat s'est implanté à Claret : la fabrication d'huile de cade. Le cade est le Genévrier oxycèdre (ou Genévrier cade) dont l'huile est obtenue par distillation du bois. Utilisée en cosmétologie et pharmacologie, cette substance ressemblant à du goudron est riche en molécules aromatiques. Les bergers, jadis, l'utilisaient pour accélérer la cicatrisation des plaies de leur cheptel. On peut aussi l'utiliser en arboriculture pour la cicatrisation des plaies de taille (en remplacement du  goudron dit de Norvège).
L'usine, crée par la famille Boissier, a été reprise[Quand ?] et ses installations sont en cours de modernisation.

## Culture locale et patrimoine

### Lieux et monuments
Claret est entouré de paysages de garrigues et de pins s'étendant à perte de vue. Le pays de Claret est resté un certain temps à l'écart du développement immobilier et routier de la région, ce qui en fait un des lieux les plus sauvages du département. Mais ceci change. L'entrée de Claret est marquée par une sculpture en pierre extraite d'une carrière de la commune. Elle marque bien le Claret moderne, actuel.

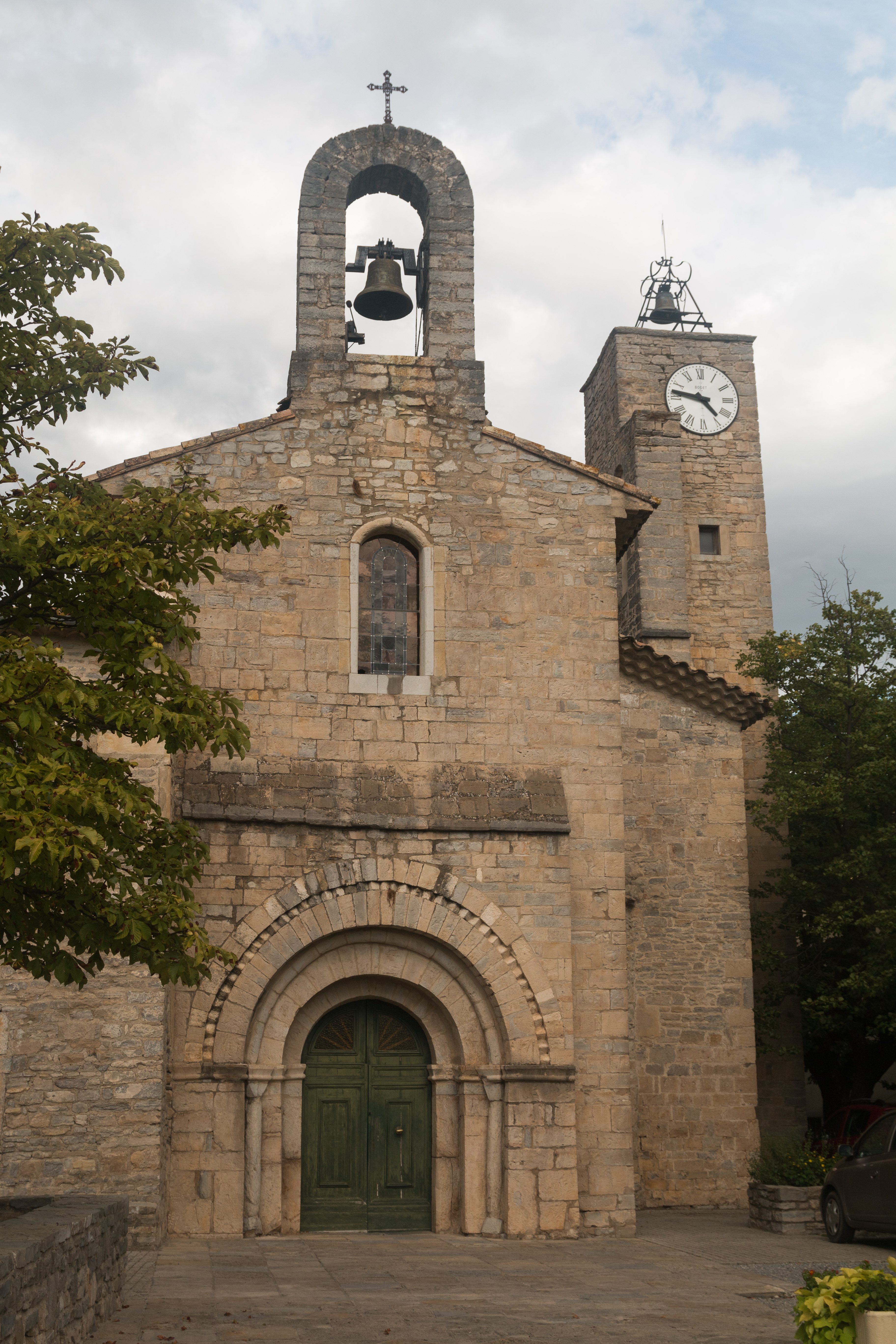
L'église Saint Félix de Gérone de Claret

### Monuments et sites
- Sur une des places du village se dresse l'église romane Saint-Félix-de-Gérone du XIe siècle. Le porche a été classé au titre des monuments historiques en 1933[41]. L'église a été inscrite au titre des monuments historiques en 1933[41].
- Le long du Gourniès, une petite rivière toute proche, le pont médiéval (XIIe siècle) des Cammaous (site indiqué par un panneau à l'entrée du village).

## Culture et festivités
Claret a conservé son patrimoine de fêtes et réjouissances d'autrefois, en les adaptant au contexte du XXe siècle, certaines traditions ont disparu.

### La fête votive
« Hormis pendant la guerre, du plus loin qu'on se souvienne, il y a toujours eu la fête à Claret. D'abord en septembre, puis en août. » c'est ce qu'affirme le collectif de rédaction du tome 2 de l'ouvrage publié en 2007.

### La pétanque
Le Pétanc' Club Claretain évolue en 1re division, soit le plus haut niveau départemental.

### Le loto
C'est un jeu qui se déroule maintenant dans la salle des fêtes, au centre du village. Le nommeur lit les numéros qui sortent, accompagnant certains d'un commentaire parfois grivois, toujours ironique tel que « nos voisins : le 30, la mamet : le 89, le papet : le 90 ». Des fadaises fusent dans la salle « monta lou, boulègue » (celui que j'attends, remue le sac).

## Milieux naturels

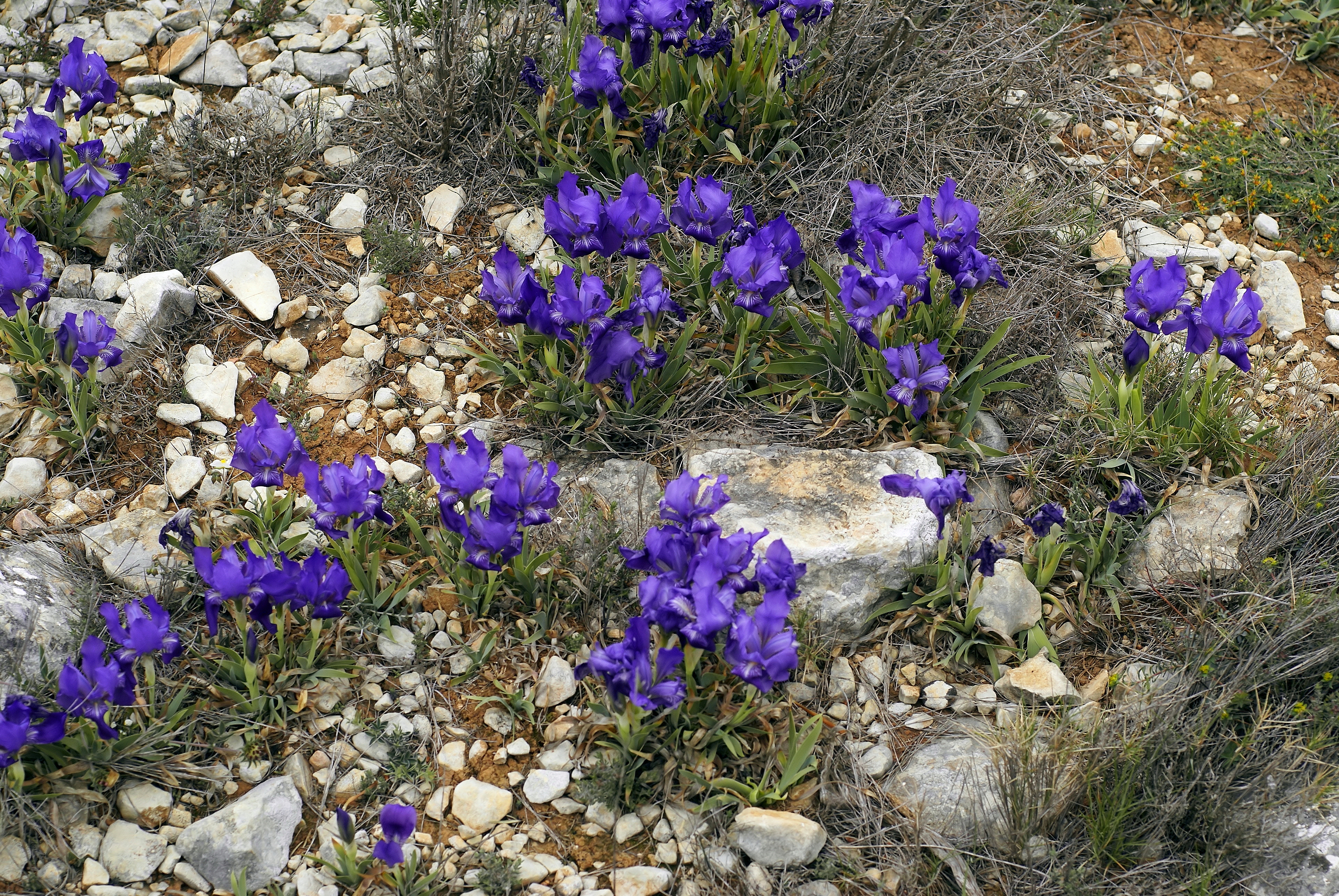
Pelouse à Iris lutescens (Iris nain des garrigues). Ne pas récolter SVP.

Plusieurs milieux naturels se trouvent sur la commune de Claret. Ils correspondent à des écosystèmes différents avec leur faune et leur flore particulière, systèmes fortement marqués par la géologie du lieu :
- le plateau du Causse sylvo-pastoral, avec ses garrigues à chêne vert, pistachiers lentisques, buis et cades ;
- les versants du plateau retombant sur la plaine, couverts de garrigues à chêne vert et pin d'Alep s'accrochant à des pentes raides, surtout près des corniches sommitales ;
- la plaine très cultivée, domaine du chêne blanc (ou pubescent) et du chêne vert, de l'olivier et de la vigne.

Une ZNIEFF (zone naturelle d'intérêt écologique faunistique et floristique) avec quelques espèces protégées (faune et flore) concerne la partie de la commune allant de la crête de la Taillade au ruisseau du Brestalou. C'est le territoire du Grand Duc d'Europe, espèce strictement protégée, et d'autres représentants d'une faune rare et utile.

### Personnalités liées à la commune
- Maurice Justin accède aux fonctions de maire de Claret le 27 mars 1932. Il démissionnera, après sa réélection du 13 mai 1945, « en raison d'obligations générées par les fonctions administratives importantes qu'il assume à la préfecture »[CollectifT1 2]. Claret n'oubliera pas ce qu'il lui doit « pour une bonne et sage administration communale ».